# ブライアン・モルコ
ブライアン・モルコ（Brian Molko、1972年12月10日 - ）は、イギリスのロックバンド、プラシーボのボーカリスト。

## 来歴
フランスとイタリアにルーツを持つアメリカ人の父親とスコットランド人の母親のもとにベルギーで生まれ、幼少時をスコットランド、リベリア、レバノン、ルクセンブルクで過ごした。銀行員の父親の仕事で転居が多く、常に孤独（ルクセンブルクのヨーロピアンスクール時代は、過度のいじめのために転校をしなければいけないほどだった）であったと話している。最終的に母親の出身地であるスコットランドのダンディーに転居。
彼の最初の自己表現体験は学校での演劇で役を演じたこと。彼の家庭はそういったアーティスティックな表現をすることに難色を示していた（父はブライアンに銀行マンになって欲しかった）にもかかわらず、マニキュア、口紅、アイライナーで両性具有のイメージを身に纏い、パンクロックを聴くことでそれに反抗し、ルクセンブルクのアメリカンスクールに通った後は、ロンドンのゴールドスミス大学で演劇を専攻。
アメリカンスクールにはステファンも在籍していたが、友達関係ではなかった。ブライアンがロンドンに移ってから、ある日ロンドンの地下鉄サウスケンジントン駅でステファンと偶然出会い、当時既にスティーヴと組んでいたバンドのギグに招待する。
その後ステファンの知り合いのロバートをドラムに迎えてプラシーボとしてレコードデビュー。
しかしブライアンはロバートとやたら折り合いが悪く、ツアーに出ても喧嘩ばかりでバンド崩壊の危機を迎える。最終的にロバートがバンドを離れ、ブライアンはすぐスティーヴにバンドに加わるように要請する。その後シングル"Nancy Boy"のヒットで一躍メディアの注目を集め、'DrugｰCrazed Sex Dwarf'など様々な異名を取るようになる。
98年にはグラムロックトリビュート映画、「ベルベット・ゴールドマイン」に出演しグラムロックバンドのメンバーを演じる。
02年、根城であるロンドンでフェティッシュナイト"Introvenus"を立ち上げ、DJとしても活動。また、Alpinestars、Dimitri Tikovoi, Timo Maasなどダンス／エレクトロニカ方面のアーティストと積極的にコラボレートしている。最近ではさらにその範囲を広げ、ジェーン・バーキンなどとのデュエットも。
パートナーはフォトグラファーのHelena Berg。05年、二人の間にはCodyという男の子が誕生。

## 人物・エピソード
- 映画「ベルベット・ゴールドマイン」の劇中でマルコムというロックシンガーの役をつとめ、T・REXの「20th Century Boy」を披露している。
- バイセクシャルであることを公言している。
- 最も影響を受けたのはソニック・ユースで、彼らがいなかったらプラシーボは存在していないと言っているほど。
- 他には、 デペッシュ・モード, デヴィッド・ボウイ, イギー・ポップ, Deus,デッド・ケネディーズ, ビースティ・ボーイズ, セルジュ・ゲンスブール, PJ ハーヴェイ, ヴェルヴェット・アンダーグラウンド, ザ・ストゥージズ, ピクシーズなど。